# Хогевен
Хогевен (на нидерландски: Hoogeveen) е град в североизточна Нидерландия, разположено близо до границата с Германия. Административен център на община Хогевен, провинция Дренте. Населението му според преброяването през 2001 г. е 38 600 души.

## Личности
Починали
Починали в Хогевен са:
- Ото Ернст Гелдер фон Лимбург-Щирум (1685 – 1769), граф на Лимбург-Щирум, господар на Боркуло

## Побратимени градове
Побратимени градове на Хогевен са:
- Словакия – Мартин